# Orée d’Anjou
Orée d’Anjou község Franciaország Loire mente régiójában, Maine-et-Loire megyében. Új községként 2015. december 15-én jött létre Bouzillé, Champtoceaux, Drain, Landemont, Liré, Saint-Christophe-la-Couperie, Saint-Laurent-des-Autels, Saint-Sauveur-de-Landemont és La Varenne korábbi községek egyesítésével. Lakosainak száma 16 975 fő (2022. január 1.).

## Népesség
| Lakosok száma | 15 824 | 16 413 | 16 354 | 16 429 | 16 468 | 16 709 | 16 975 |
|               | 2012   | 2017   | 2018   | 2019   | 2020   | 2021   | 2022   |